# Loïc Sécheresse
Loïc Sécheresse est un auteur de bande dessinée et illustrateur français né le 4 mai 1972 près de Châteauroux.

## Biographie
Né près de Châteauroux, Loïc Sécheresse suit l'école des Beaux-Arts d'Orléans, puis il vit à Paris avant de s'installer à Nantes en 2015. Il travaille dans la publicité ainsi que dans la presse pour des périodiques comme Psychologies Magazine, Challenges, Stratégies et Okapi. Il est également enseignant.
En 2006, les éditions Danger Public publient la bande dessinée Au bonheur des âmes. Loïc Sécheresse s'associe avec Stéphane Melchior, qui écrit le scénario de plusieurs ouvrages : Tozoïd et Vula (2007), le diptyque Raiju  (2008) et Raiden (2009), Hécate et Belzébuth (2011). Au début des années 2010, il tient le blog « Gauchiste contrarié », où il « croque férocement la campagne de Nicolas Sarkozy ».
En 2013, avec Heavy Metal, Sécheresse signe un récit humoristique sur Étienne de Vignolles, dit La Hire. En 2015, dans le sillage des attentats contre Charlie Hebdo, il dessine une « main ensanglantée tenant fièrement un crayon », qui fait la une de The Economist. En 2016, il s'associe avec Sylvie Howlett et illustre Les plus belles fulgurances d'André Malraux ainsi qu'un opuscule sur les chats et les écrivains.
En 2018, sur un scénario d'Annaïg Plassard, il signe le dessin d'Ys. La même année, il participe à La Revue dessinée n°15 pour un récit scénarisé par Vincent Courboulay : Le Poids du clic. En 2019, il anime sur Webtoonfactory une série  hebdomadaire abordant les enjeux environnementaux.
Il s'associe avec Cyril Pedrosa pour livrer en janvier 2021 Carnets de manifs. Portraits d'une France en marche, qui porte sur le mouvement des Gilets jaunes.
À la suite d'une publication numérique sur leur plateforme Webtoon Factory, les éditions Dupuis publient en février 2022 une compilation en album des récits courts de la série éponyme Satanisme & écoresponsabilité.

## Publications

### Bande dessinée
- Au bonheur des âmes, Danger Public, coll. Miniblog, 2006  (ISBN 2-351-23127-9)
- Tozoïd et Vula, scénario de Stéphane Melchior, Le Cycliste, 2007  (ISBN 978-2-352-73006-4)
- Raiju , scénario de Stéphane Melchior, collection Bayou, Gallimard, 2008
- Raiden, scénario de Stéphane Melchior, collection Bayou, Gallimard, 2009
- Hécate et Belzébuth, scénario de Stéphane Melchior, Manolosanctis, 2011  (ISBN 978-2-359-76016-3)
- Heavy metal[14], collection Bayou, Gallimard, 2013  (ISBN 978-2-07-069676-5)
- Love & Kick boxing, Warum, 2014  (ISBN 978-2-365-35038-9)
- Mort de LOL, Jungle !, 2015  (ISBN 978-2-8222-1093-5)
- Ys[15], scénario d'Annaïg Plassard, Delcourt, 2018  (ISBN 978-2-7560-9747-3)
- Carnets de manifs. Portraits d'une France en marche, avec Cyril Pedrosa, Seuil / éditions du Sous-Sol, janvier 2021.  (ISBN 978-2364685246)
- La Guerre[16], scénario de Thomas Cadène, Delcourt, 2021.
- Satanisme & Écoresponsabilité, Dupuis, 2022. (ISBN 978-2756061726)

### Collectifs
- Comment je me suis fait plaquer…, Dupuis, 2011
- 2010 - 2014 :  Les Autres Gens, scénario de Thomas Cadène, Dupuis
- Axolot, 2017

### Illustration
- Je ne veux pas être une momie !, Mummy's boy' de Margaret Clark ; trad. de l'anglais par Antoine Pinchot, J'ai lu, 2003  (ISBN 9782290332245)
- Radiohead de A à Z, texte de Pierre Loechner, éd. Groupe Express, 2006  (ISBN 9782843433252)
- Différent ? Et alors !!, textes de Florence Lotthé-Glaser ; illustrations avec Marc Clamens, Bayard jeunesse, 2009  (ISBN 9782747026239)
- Happy toutous !, texte d'Alice Brière-Haquet,  Glénat, 2015  (ISBN 9782344006313)
- Les plus belles fulgurances d'André Malraux[17], texte de Sylvie Howlett, Gallimard, 2016  (ISBN 9782070771332)
- Le Chat des écrivains[9], Gallimard-Folio, 2016
- Real life : dans l'univers enchanté de la netéconomie, texte d'Yves Eudes, La Découverte, 2016  (ISBN 9782707189585)
- Tous différents ! textes de Catherine Jousselme et Florence Lotthé-Glaser ; illustrations avec Marc Clamens, Bayard jeunesse, 2016  (ISBN 9782747058698)
- J'apprends à bien vivre avec mes émotions, texte d'Isabelle Filliozat avec la collaboration d'Eve Milk, Marabout, 2018  (ISBN 9782501128759)
- J'entre en seconde : le guide indispensable pour réussir l'entrée au lycée, textes de Sandrine Pouverreau, Bayard jeunesse, 2018  (ISBN 9782747088688)
- Je réussis ma seconde : le guide indispensable pour comprendre les enjeux au lycée, textes de Sandrine Pouverreau, Bayard jeunesse, 2020  (ISBN 9791036315763)